# Pamenar
 (janvier 2023).
Si vous disposez d'ouvrages ou d'articles de référence ou si vous connaissez des sites web de qualité traitant du thème abordé ici, merci de compléter l'article en donnant les références utiles à sa vérifiabilité et en les liant à la section « Notes et références ».
Pamenar est un quartier du sud de Téhéran. La famille de l'ancien président iranien Mahmoud Ahmadinejad y emménagea en 1957.
On peut y admirer un célèbre minaret kadjar du XIXe siècle.

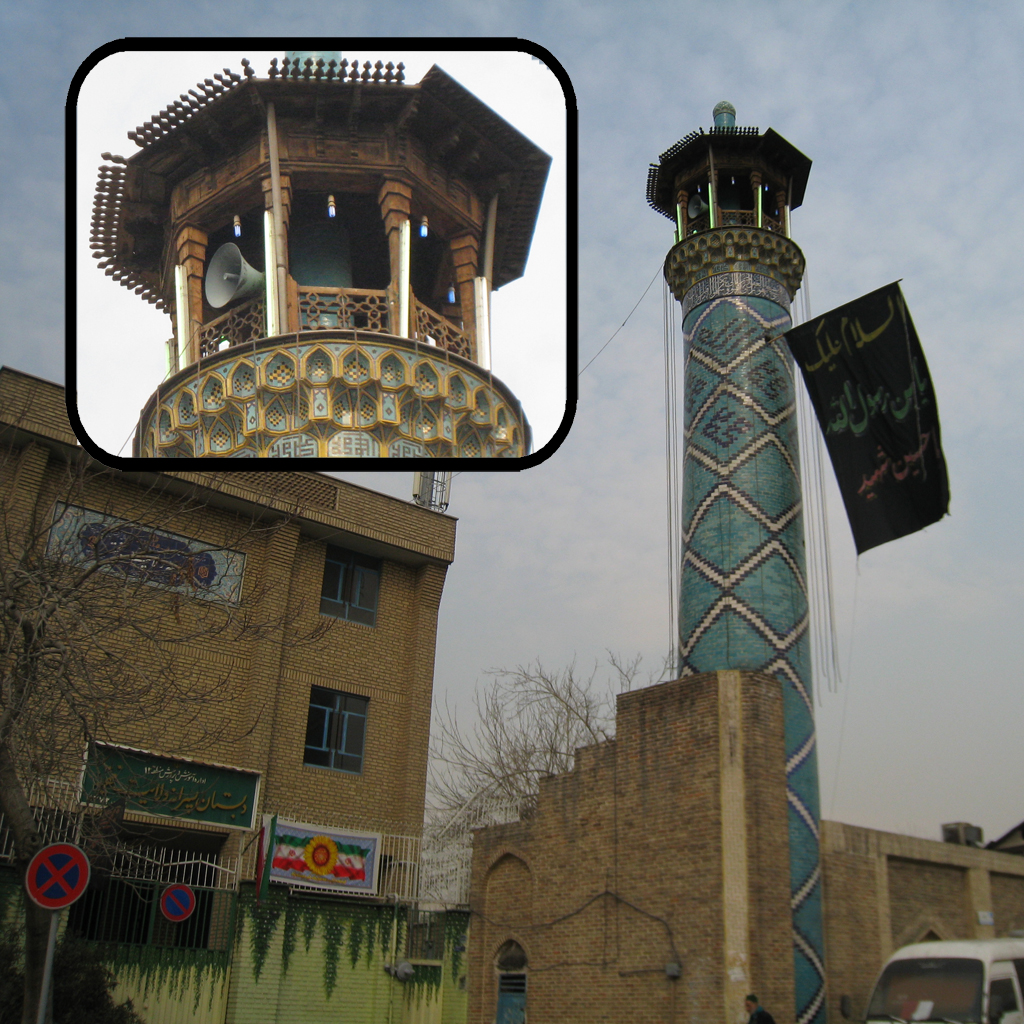
Le minaret de la mosquée de Pamenar en 2008.